# Bill Owens (Politiker, 1950)

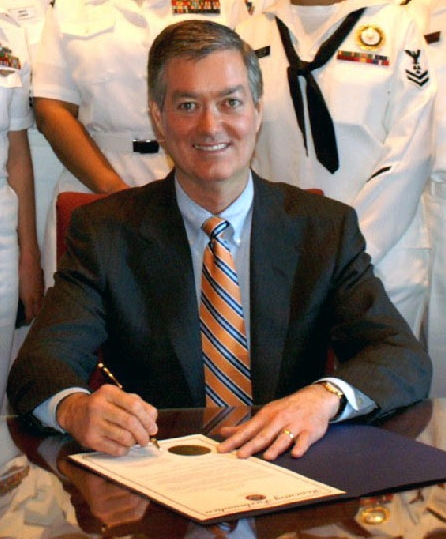
Bill Owens (2006)

William F. „Bill“ Owens (* 22. Oktober 1950 in Fort Worth, Texas) ist ein US-amerikanischer Politiker. Er gehört der Republikanischen Partei an und war von 1999 bis 2007 der 40. Gouverneur des Bundesstaates Colorado.

## Werdegang
Nach seinem Studium an der Lyndon B. Johnson School of Public Affairs der University of Texas in Austin war Owens über 20 Jahre als Berater, unter anderem für Deloitte Touche Tohmatsu tätig. Er gilt als Russland- bzw. Sowjetunionexperte und hält regelmäßig Vorträge zu diesem Thema.
Seit 1982 ist Owens in der Politik tätig, unter anderem als Abgeordneter des Repräsentantenhauses von Colorado von 1982 bis 1988 und danach als Mitglied des Staatssenats von 1988 bis 1994. Im Jahr 1994 wurde er zum State Treasurer von Colorado gewählt.
Owens gewann die Gouverneurswahlen 1998 mit einer hauchdünnen Mehrheit gegen seine demokratische Gegenkandidatin Gail Schoettler und wurde am 12. Januar 1999 als Gouverneur von Colorado vereidigt. Im Jahr 2002 traf er beim Wiederwahlversuch auf den Demokraten Rollie Heath und wurde mit einer klaren Mehrheit von 64 % der Stimmen, dem besten Ergebnis, das je ein Gouverneur von Colorado erzielte, bestätigt. 2007 endete seine Amtszeit als Gouverneur. Sein Nachfolger wurde der Demokrat Bill Ritter.
Nach seiner beruflichen Karriere als Politiker war er bis zum Februar 2022 im Vorstand der russischen Credit Bank of Moscow.

## Familie
Bill Owens ist verheiratet und hat drei Kinder.